# Омельков, Виктор Емельянович
Виктор Емельянович Омельков (30 июля 1961 года — 31 декабря 1994 года) — советский и российский офицер ВДВ, психолог 217-го гвардейского парашютно-десантного полка 98-й гвардейской Свирской воздушно-десантной дивизии. Участник Первой чеченской войны, Герой Российской Федерации (1.03.1995, посмертно). Гвардии майор (1992).

## Биография
Родился 30 июля 1961 года в поселке Арти Артинского района Свердловской области в семье рабочего. Русский.
Окончил среднюю школу № 3 станицы Анапская Краснодарского края. Работал в Анапском автотранспортном предприятии.
В 1979 году поступил в Вооружённые Силы СССР. Окончил Новосибирское высшее военно-политическое общевойсковое училище в 1983 году. Служил в Воздушно-десантных войсках, в составе 98-й гвардейской Свирской воздушно-десантной дивизии (г. Боград, Одесская область) на должностях политического состава: секретарём комитета ВЛКСМ, замполитом роты, комсоргом, парторгом дивизиона.
В 1988-90 годах принимал активное участие в выполнении специальных заданий на территории Закавказских республик, при урегулировании межнациональных конфликтов.
В 1992 году капитану Омелькову В. Е. присвоено воинское звание «майор». С 1991 года — помощник командира дивизиона по работе с личным составом. После распада СССР с дивизией был переведён из Бограда в Иваново. С 1993 года — психолог 217-го гвардейского парашютно-десантного полка той же дивизии.
С 13 декабря 1994 года в составе сводного батальона полка, заместитель командира по воспитательной работе сводного парашютно-десантного батальона 217-го гвардейского парашютно-десантного полка 98-й гвардейской воздушно-десантной дивизии гвардии майор Виктор Омельков принимал участие в боях первой чеченской войны.
Вечером 31 декабря 1994 года батальонная колонна вошла в Грозный. На одном из мостов боевики устроили засаду. Выстрелами из гранатометов, из ближайших домов, были подбиты несколько боевых машин десанта. Колонна была заблокирована и подвергалась жестокому обстрелу. С большим трудом последним БМД в колонне удалось расчистить обратную дорогу. Раненный в ногу майор Омельков с одним из офицеров остались прикрывать автоматным огнём отход техники и экипажей из подбитых машин. В этом бою получил второе ранение, но и тогда не прекратил вести огонь по противнику. Когда все оставшиеся в живых бойцы отошли на безопасное расстояние, боевики смогли обойти позицию офицеров. Виктор Омельков был убит. Ценой собственной жизни он обеспечил спасение десятков жизней солдат своего батальона.
Похоронен в станице Анапская Краснодарского края.
За мужество и героизм, проявленные при выполнении специального задания Указом Президента Российской Федерации № 231 от 1 марта 1995 года гвардии майору Омелькову Виктору Емельяновичу посмертно присвоено звание Героя Российской Федерации (посмертно).

## Награды
- Герой Российской Федерации — 1 марта 1995 года (посмертно).
- Медаль «За боевые заслуги» — 1989 г.
- Юбилейная медаль «70 лет Вооружённых Сил СССР» — 1988 г.
- Медаль «За безупречную службу» 3-й степени

## Память
- Приказом Министра обороны Российской Федерации № 767 от 23.12.2019 года навечно зачислен в списки личного состава 7 роты 217-го гвардейского парашютно-десантного полка 98-й гвардейской воздушно-десантной дивизии[2].
- Именем Героя названа улица в городе Анапа Краснодарского края.
- Бюст Героя России гвардии майора Омелькова В. Е. установлен на Аллее Героев Новосибирского высшего военного командного училища.
- Увековечен на мемориале погибших десантников 217-го гвардейского ордена Кутузова 3-й степени парашютно-десантного полка в городе Иваново.
- Проводятся турнир по боксу, посвящённого памяти Героя России майора Виктора Омелькова в г. Анапа Краснодарского края.
- В станице Анапской в его честь названа школа № 21.
- В г. Иваново в микрорайоне Московский улица "4-й Московский проезд" переименована в "Улицу Героя России Омелькова". На доме номер 13 установлена доска с информацией о названии улицы.